# Ablitas
Ablitas ist eine spanische Gemeinde in der Comunidad Foral de Navarra; sie hat 2.669 Einwohner (Stand: 2024) und liegt 11 km von Tudela und 104 km von Pamplona entfernt.
Nachbargemeinden sind: Tudela im Norden, Ribaforada und Cortes im Nordosten, Mallén, Borja und Tarazona im Süden, Barillas und Cascante im Westen.
Zirka 4 km nördlich des Ortes befindet sich ein kleiner Behelfsflugplatz, der vom Militär gelegentlich zum Training von Transportflugzeug-Operationen von unbefestigten Pisten genutzt wird. Die A400M Atlas wurde hier erstmals im Sommer 2013.

## Geschichte
Ablitas ist seit der Eroberung Tudelas 1119 innerhalb der Reconquista bezeugt.
Seit 1999 besteht eine Gemeindepartnerschaft mit Geaune in Frankreich.

## Sehenswürdigkeiten
- Kirche Santa Maria Magdalena
- Castillo Chivi